# Катрін де Боллє
Катрін де Боллє (фр. Catherine De Bolle; нар. 17 лютого 1970) — бельгійська поліцейська чиновниця. З 1 травня 2018 року займає посаду виконавчого директора Європолу. До цього вона була головним комісаром Федеральної поліції Бельгії (2012—2018) та начальником поліції району Нінове (2001—2012).

## Біографія
Катрін де Боллє навчалася на юридичному факультеті Гентського університету у 1988—1993 роках. Пройшла підготовку офіцера у Жандармерії у 1994—1997 роках. 28 березня 1997 року отримала звання лейтенанта. З 1994 по 2001 роки працювала юристом у Федеральній поліції, а в 2001 року стала начальник штабу міста Нінове.
1 березня 2012 року Катрін де Боллє пройшла конкурс на посаду головного комісара Федеральної поліції Бельгії і стала першою жінкою в історії, що займала цей пост. У 2017 році Катрін взяла участь у конкурсі на директора Європолу та перемогла. Цю посаду вона зайняла 1 травня 2018 року, ставши першою жінкою та першим громадянином Бельгії — директором Європолу.

## Генеральний комісар Федеральної поліції
Після того, як у березні 2011 року генеральний комісар Фернан Кьокельберг пішов у відставку, а Пол Ван Тілен став тимчасово виконуючим обов'язки генерального комісара, де Боллє була висунута кандидатом на цю посаду. Відбіркова комісія генеральної інспекції визнала її найбільш адекватним кандидатом на цю посаду. Після підтвердження цього вибору Федеральною поліцейською радою, її призначення на посаду першої жінки-генерального комісара було підтверджено Радою міністрів, і вона була призначена королем. де Боллє склала присягу 29 лютого, а 1 березня 2012 року приступила до виконання своїх обов'язків.
У 2015 році де Боллє стала європейським представником виконавчого комітету Інтерполу з мандатом на 3 роки.

## Виконавчий директор Європолу
З 1 травня 2018 року де Боллє був призначений виконавчим директором Європолу, змінивши на посаді генерального комісара Марка де Месмекера. 